# فان هول
فان هول NV (النطق الهولندي: [vɑn ˈɦoːl]) : هي شركة بلجيكية مملوكة لعائلة لبناء المركبات ومصنعة للحافلات، وحافلات ركاب، والأوتوبيس، والمقطورات.
بنيت معظم الحافلات بالكامل بواسطة فان هول، مع توفير المحركات والمحاور من كاتربيلر وكامينز وداف ومان وعلب التروس من زد إف أو فويث. يتضمن بعض الإنتاج بناء هياكل الحافلات على هياكل حافلة منفصلة عن الشركات المصنعة مثل فولفو وسكانيا.
في جميع أنحاء العالم، توظف فان هول 4500 شخص وتصنع أكثر من 1700 حافلة ومركبة (هيكلية وسيارات كاملة مجتمعة) و 5000 مقطورة كل عام. وتبيع 600 حافلة ركاب سنويًا في الولايات المتحدة.

## تاريخ
تأسست الشركة في عام 1947 على يد برنارد فان هول في كونينغشوويكت، بالقرب من لير، بلجيكا. في السنوات الأولى، قدمت الشركة الإنتاج التسلسلي وصدرت منتجاتها في كل مكان في أوروبا. منذ منتصف الثمانينيات، كانت الشركة نشطة أيضًا في سوق أمريكا الشمالية. في 15 فبراير 1957، وقع فان هول اتفاقية تجارية مع شركة فيات.
دمج فان هول محركات فيات والمكونات الميكانيكية الأخرى (علب التروس، المحاور، التوجيه) في تلك المركبات. تطورت من شركة بناء عربات إلى شركة بلجيكية لتصنيع الحافلات المتكاملة والمقطورات، المعروفين باسم فان هول فيات. إلى جانب هذه الأنشطة، واصلت الشركة بناء المركبات، ما أتاح مزيدًا من التوسع.
في أغسطس 1958، بعد عام ونصف من توقيع الاتفاقية مع شركة فيات سلمت 100 فان هول فيات، وبحلول يوليو 1961، تجاوز الرقم 500. أنهيت الاتفاقية مع شركة فيات في عام 1981.
بين عامي 1974 و 1978، دخل توماس مكاردل من شركة فان هول ودوندالك في شراكة تعرف باسم Van Hool McArdle لتولي مصنع بناء الحافلات CIÉ at Sp Road، دبلن، إيرلندا.
قام المصنع ببناء حافلات بشكل أساسي لـ CIÉ في إيرلندا بالإضافة إلى بعض الحافلات للتصدير إلى المملكة المتحدة. أغلق المصنع بعد ذلك تاركًا جمهورية إيرلندا بدون مصنع للحافلات لعدة سنوات.
في عام 1990، اشترى فان هول أعمال صناعة المركبات من LAG Manufacturing واستمر في ذلك بإنتاج نماذج EOS الخاصة بهم لمدة عشر سنوات تقريبًا.

## نطاق المنتج (أوروبا)
في أوروبا، لدى فان هول مجموعة واسعة من المركبات، على الرغم من أن جميع التصميمات تشترك في المظهر وتستند إلى النظام الأساسي نفسه، TX. تستخدم الفلسفة نفسها في مجموعة حافلات النقل العام، السلسلة A. ركزت الشركة في السنوات الأخيرة على التقنيات الجديدة، وإدخال الحافلات الهجينة التي تعمل بخلايا الوقود وكذلك الحافلات الهجينة التي تعمل بالديزل والكهرباء.

## نطاق المنتج (أمريكا الشمالية)
نظرًا لمتطلبات السلامة الفيدرالية الأمريكية وعوامل فريدة أخرى، قدمت الحافلات السياحية على الطرق السريعة فقط في الولايات المتحدة في البداية، بدءًا من عام 1987.
لم تُقدم حافلات ترانزيت من قبل فان هول حتى عام 2002. حاليًا، لدى فان هول أربعة خطوط إنتاج منفصلة: حافلات الرحلات الفاخرة من سلسلة TX، وحافلات الرحلات من سلسلة CX، والحافلة ذات الطابقين TD925 و TDX، وحافلات الترانزيت فئة A. الوكيل الحصري لشركة فان هول في الولايات المتحدة هو شركة ABC.
في عام 2018، أعلن مقر فان هول الرئيسي عن خطط لبناء منشأة تصنيع جديدة في موريستاون بولاية تينيسي مصممة لإنتاج حافلات النقل العام. ومن المقرر افتتاح المنشأة في عام 2020، وتوظف 600 عامل، قادرة على صنع ما يقرب من 400 حافلة سنويًا.

### منتجات متوقف إنتاجها

#### الحافلة السياحية سلسلة T8
قدمت T815 لأول مرة إلى سوق الولايات المتحدة في عام 1987. تُعرف النماذج اللاحقة بشكل جماعي باسم سلسلة T8. استخدمت النماذج الأولية محركات الديزل Cummins L10 بينما تستخدم الإصدارات اللاحقة محرك الديزل Cummins M11. كانت متوفرة في إصدارات 30 و -40 و 45 قدمًا (9.14 و 12.19 و 13.72 مترًا).

#### الحافلة السياحية سلسلة T9
تتطابق سلسلة T9 تقريبًا مع سلسلة T8 شكليًا، وهي متطابقة ميكانيكيًا إلى حد كبير أيضاً، باستثناء التحديثات الإضافية. تحتوي الطرز اللاحقة في سلسلة T9 على وسائد تعليق هوائية أكبر، بالإضافة إلى فرامل قرصية أمامية بدلاً من فرامل الأسطوانة. تعتبر فان هول VIN أن T8 و T9 أنهما من العائلة نفسها. كان متاحًا على شكل 40 قدمًا (12.2 مترًا) من طراز T940 أو إصدارات T945 بطول 45 قدمًا (13.7 مترًا).

### المنتجات الحالية

#### حافلة سياحية فاخرة سلسلة T21
طرحت سلسلة T21 في عام 1995 استنادًا إلى منصة T9 الأوروبية، وتتميز بتصميم محدث والمزيد من خيارات المحرك. بينما يتم تشغيل سلسلتي T8 و T9 بشكل حصري تقريبًا بواسطة محركات الديزل كامينز، تتوفر سلسلة T21 مع محركات Cummins M11 plus أو Detroit Diesel Series 60 أو Caterpillar C13 ACERT. قامت الطرز اللاحقة من T21 بتبسيط الزجاج الأمامي إلى جزأين فقط، واستبدلت مجموعات المصابيح الأمامية بمصابيح جهاز عرض فردية، ودمجت وحدة تحكم السائق. وهي متوفرة بإصدارات T2145 بطول 40 قدمًا (12.2 مترًا) أو T2145 ممتدة 45 قدمًا (13.7 مترًا).

#### الحافلة السياحية سلسلة C2000
قدمت سلسلة C20 كحافلة منخفضة التكلفة لطرق المسافات الطويلة، على غرار سلسلة T21، وقدمت في عام 2000 إلى سوق الولايات المتحدة. يتوفر C20 مع محركات Cummins ISX12 أو ديترويت ديزل DD13. يمكن أيضًا تجهيز الأجيال السابقة بمحركات Cummins M11 plus و Cummins ISM و Detroit Diesel series 60 و Caterpillar C13. تتوفر كل من علب التروس الأوتوماتيكية Allison B500 و ZF AS Tronic. تدير شركة غراي هاوند أسطولًا من C2045s جنبًا إلى جنب مع حافلات MCI في ميشيغان.

#### سلسلة CX بجولة سياحية
طرحت CX45 في عام 2013 لموديل 2014، وهو C2045 معاد تصميمه مع واجهة أمامية معاد تصميمها، وغطاء خلفي جديد، وميزات داخلية جديدة. قدم مع Cummins ISX12 حتى عام 2019، قبل التبديل إلى Cummins X12، كما يتم تقديم ديترويت ديزل DD13. في عام 2015، قدمت فان هول حافلة بطول 35 قدمًا إلى سوق أمريكا الشمالية للتنافس مع MCI J3500. تسمى هذه الحافلة CX35 ويتم تقديمها بمحرك Cummins L9 (ISL)9 قبل 2017. طرحت CX45E في عام 2019، وهو إصدار كهربائي بالكامل من CX45، مع بطاريات Proterra.
A CX35E قيد العمل، ولكن لم يتم إصداره حتى الآن.

#### A3 سلسلة حافلات الترانزيت
عقد فان هول و ABC شراكة مع AC Transit (مقاطعتي Alameda و Contra Costa، كاليفورنيا) لإظهار سلسلة A3 كبديل عبور مستقبلي في عام 2002. AG300 عبارة عن حافلة مفصلية طولها 60 قدمًا (18.3 مترًا)، بينما A330 عبارة عن حافلة بطول 40 قدمًا (12.2 مترًا). دخلت حافلات النقل الأرضي المنخفض A330 و AG300 الخدمة رسميًا في أسطول AC Transit في يونيو 2003. لدى AC Transit أكثر من 290 حافلة فان هول إما في أسطولها أو تحت الطلب اعتبارًا من أغسطس 2016.

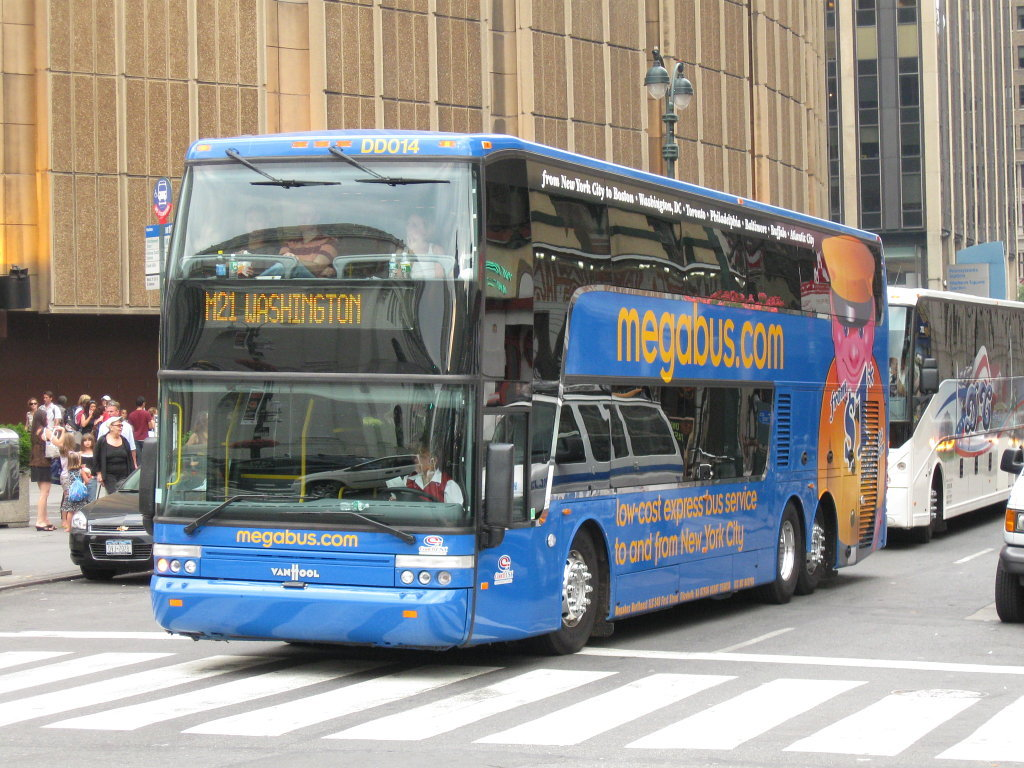
حافلة من تصنيع فان هول